# Lantana prostrata
Lantana prostrata là một loài thực vật có hoa trong họ Cỏ roi ngựa. Loài này được Larrañaga mô tả khoa học đầu tiên năm 1923.